# Allsvenskan de 1978
A Primeira Divisão do Campeonato Sueco de Futebol da temporada 1978, denominada oficialmente de Allsvenskan 1978, foi a 54º edição da principal divisão do futebol sueco. O campeão foi o Östers IF que conquistou seu 2º título na história da competição.

## Classificação final
| Pos. | Equipe          | J  | V  | E  | D  | GP | GC | Pts | SG  |
| ---- | --------------- | -- | -- | -- | -- | -- | -- | --- | --- |
| 1    | Östers IF       | 26 | 15 | 8  | 3  | 46 | 20 | 38  | +26 |
| 2    | Malmö FF        | 26 | 12 | 8  | 6  | 29 | 15 | 32  | +14 |
| 3    | IFK Göteborg    | 26 | 13 | 5  | 8  | 39 | 29 | 31  | +10 |
| 4    | Kalmar FF       | 26 | 11 | 9  | 6  | 35 | 30 | 31  | +5  |
| 5    | Djurgårdens IF  | 26 | 10 | 10 | 6  | 50 | 32 | 30  | +18 |
| 6    | IF Elfsborg     | 26 | 10 | 9  | 7  | 44 | 37 | 29  | +7  |
| 7    | AIK Fotboll     | 26 | 10 | 7  | 9  | 31 | 35 | 27  | -4  |
| 8    | Halmstads BK    | 26 | 7  | 11 | 8  | 24 | 29 | 25  | -5  |
| 9    | Hammarby IF     | 26 | 9  | 5  | 12 | 32 | 38 | 23  | -6  |
| 10   | Landskrona BoIS | 26 | 6  | 10 | 10 | 28 | 38 | 22  | -10 |
| 11   | IFK Norrköping  | 26 | 7  | 7  | 12 | 33 | 39 | 21  | -6  |
| 12   | Åtvidabergs FF  | 26 | 9  | 1  | 16 | 31 | 42 | 19  | -11 |
| 13   | Örebro SK       | 26 | 5  | 8  | 13 | 31 | 45 | 18  | -14 |
| 14   | Västerås IK     | 26 | 6  | 6  | 14 | 20 | 44 | 18  | -24 |

## Premiação
| Allsvenskan 1978              |
| Sweden                        |
| ----------------------------- |
| ÖSTERS IF Campeão (2º título) |

## Artilharia
|    | Jogador          | Clube          | Gols |
| -- | ---------------- | -------------- | ---- |
| 1. | Tommy Berggren   | Djurgårdens IF | 19   |
| 2. | Billy Ohlsson    | Hammarby IF    | 16   |
| 3. | Thomas Ahlström  | IF Elfsborg    | 13   |
| 3. | Pär-Olof Ohlsson | IFK Norrköping | 13   |